# Top Gear: USA
«Top Gear: USA» — телевізійне соціальне автошоу режисера Бена Сілвермана. Знамените автошоу Top Gear, в Америці. «Top Gear» - популярне автошоу, присвячена автомобілям. «Top Gear America» - створений як спін-офф англійській версії. Передача виходить на телеканалі NBC, як заміна автомобільної передачі «Лицар доріг», у якої впав рейтинг і стало не вигідно виробництво передачі.

## Рекорди траси
1. 1:18.6 – Ariel Atom
2. 1:19.5 – Ford Fiesta Rallycross (Таннера)
3. 1:22.0 – Dodge Viper SRT-10 ACR
4. 1:22.4 – Chevrolet Corvette ZR1
5. 1:22.6 – Lexus LFA
6. 1:22.8 – Lamborghini Gallardo LP570-4 Superleggera
7. 1:23.3 – Ferrari 458 Italia (з не заводськими колесами в 22 дюйми)
8. 1:23.4 – Lamborghini Murciélago LP 670–4 SuperVeloce
9. 1:25.3 – Porsche Panamera Turbo
10. 1:26.9 – Lamborghini Gallardo LP 550–2 Balboni
11. 1:27.2 – Cadillac CTS-V Sport Wagon
12. 1:27.4 – Cadillac CTS-V Coupe
13. 1:27.6 – Mercedes-Benz SLS AMG
14. 1:28.2 – Aston Martin V12 Vantage
15. 1:28.2 – Ford Mustang Boss 302
16. 1:28.4 – Lotus Evora (злива)
17. 1:28.5 – Ferrari California
18. 1:28.9 – Roush Mustang
19. 1:29.2 – Mitsubishi Lancer Evolution X GSR
20. 1:30.0 – Subaru Impreza WRX STI
21. 1:30.0 – BMW X6 M
22. 1:39.0 – Hennessey F-150 VelociRaptor 600

## Зірка в авто
1. 1: 39,3 - Стівен Мойєр
2. 1: 41,8 - Патрік Уорбертон
3. 1: 42,4 - Арлін Тур
4. 1: 43,2 - Тоні Хоук
5. 1: 43,9 - Кід Рок (вологий)
6. 1: 44,0 - Тім Аллен
7. 1: 44,3 - Джон Уертас
8. 1: 44,3 - Білл Енгвалл
9. 1: 44,4 - Берт Майклс
10. 1: 45,3 - Домінік Монаган
11. 1: 46,6 - Тай Баррелл (вологий)
12. 1: 46,7 - Едвард Бернс
13. 1: 48,1 - Рик Харрісон
14. 1: 49,2 - Адам Левін
15. 1: 49,9 - Кел Пенн
16. 1: 51,1 - Джо Мантенья
17. 1: 51,5 - Остін Рассел
18. 1: 55,2 - Стів Шіпірра
19. 1: 55,2 - Мішель Родрігес (вологий)
20. 1: 55,4 - Лейк Белл
21. 1: 55,6 - Базз Олдрін
22. 2: 06,9 - Бріджит Марквардт